# Albert Günther Göring
Albert Günther Göring (Friedenau, Berlín, Imperio alemán, 9 de marzo de 1895-Berlín, Alemania Occidental, 20 de diciembre de 1966) fue un empresario alemán, hermano de Hermann Göring y conocido por haber sido un acérrimo opositor a las prácticas del gobierno nazi.

## Biografía

### Juventud
Nació el 9 de marzo de 1895 en el suburbio berlinés de Friedenau. Era el quinto hijo de un funcionario del Imperio Alemán que se desempeñó como Reichskommissar (puede traducirse como comisario del Imperio) de África del Sudoeste Alemana (hoy Namibia) y como cónsul general en Haití, Heinrich Ernst Göring y Franziska "Fanny" Tiefenbrunn. Su padre descendía de una familia judía de origen suizo convertida al cristianismo y su madre provenía de una familia rural de Baviera. Entre los parientes de Albert se encuentran Ferdinand von Zeppelin, la familia Merck —fundadores de la empresa farmacéutica Merck KGaA—, los historiadores Herman Grimm y Jacob Burckhardt y la escritora Gertrud von le Fort.
La familia de Albert vivía aristocráticamente gracias a la herencia que les dejó Ritter Hermann von Eppenstein, que incluía los castillos de Veldenstein y Mauterndorf.
Sus hermanos eran Olga Theresa, Karl Ernst, Paula Elisabeth y, el mayor, Hermann Wilhelm, quien llegaría a ser el comandante supremo de la Luftwaffe y mano derecha de Adolf Hitler.
A diferencia de su hermano, Albert se vio influido por su padrino, von Eppenstein, quien era un hombre de mundo de modales aristocráticos. Gracias a él, se rodeó de los círculos más selectos y fue miembro de hermandades y sociedades civiles y empresariales. Se dedicó a ser empresario, a la tertulia y a las artes. En 1932 comenzó con una serie de cortometrajes sobre la caída del Imperio Alemán y la biografía de Guillermo II de Alemania, pero ante el ascenso del nazismo tuvo que abandonar su iniciativa por ser considerada socialista.

### Actividades antinazi
A partir de la llegada al poder de Adolf Hitler, Albert Göring comenzó a participar en las campañas contra el gobierno del partido nazi. En 1933 formó parte de la protesta por el cierre de la Escuela de la Bauhaus.
El mismo año, se opuso a la limpieza forzada de banquetas por parte de un grupo de mujeres judías. Cuando el oficial de las SS a cargo lo detuvo, al reconocer su nombre, no queriendo ser el culpable de la humillación pública del hermano de Hermann Göring, lo dejó libre e hizo detener la limpieza.
Cuando Alemania se anexó Austria, una de las primeras empresas en expropiarse fue la Tobis-Sascha-Filmindustrie, la compañía cinematográfica más grande del país, de la que Oskar Pilzer era el presidente. Éste fue detenido en enero y entregado a la Gestapo por su ascendencia judía y, como había sido jefe, maestro y amigo de Albert durante su corta carrera como cineasta, él lo ayudó en marzo a escapar consiguiéndole una identificación falsa.
Las actividades de Albert iban demasiado lejos y no eran toleradas por el partido nazi. Es así que Víctor Lutze, siguiendo órdenes explícitas de Hitler, lo encarceló durante dos meses en la prisión de Viena.
Cuando iba a ser enviado al campo de concentración de Mauthausen, su hermano Hermann intervino y, aprovechando su experiencia como empresario e industrial, lo ubicó como director de exportaciones de Skodovy Zádovy (división de ensamblaje de Škoda), en Checoslovaquia, con la intención de alejarlo del escenario político alemán.
Durante su estancia en Checoslovaquia sus actos se volvieron más radicales. Desde su llegada hizo todo lo que pudo para sabotear la maquinaria del Reich, fabricando vehículos defectuosos, retrasando o desviando pedidos, y entregándolos incompletos.
Existen anécdotas que cuentan que Albert llegó a falsificar la firma de su hermano en varias ocasiones para liberar prisioneros o conmutarles la pena de muerte; que enviaba camiones al campo de concentración de Theresienstadt demandando mano de obra forzada para después soltarlos; obtenía documentos oficiales para trabajadores judíos y así poder hacerlos pasar por checos; facilitaba especificaciones de los vehículos que fabricaba a la resistencia y demás actos contra el nazismo.
Este tipo de actos le valieron la persecución del partido nazi, que le negó las dietas a las que tenía derecho por ser familiar de un alto mando del partido. En el otoño de 1943 firmó los pasaportes de una familia judía para que pudiera salir del país.
En otro momento convenció al jefe de las SS Reinhard Heydrich de liberar algunos prisioneros de la resistencia checa de los sótanos de la Gestapo.

### Juicios de Núremberg
Cuando en mayo de 1945 el Reich cayó definitivamente, Albert Göring fue detenido por los checoslovacos pero pronto fue puesto en libertad. Tiempo más tarde fue llamado por las autoridades de la ocupación aliada en Alemania para ser juzgado en Núremberg. Acudió, primero, al juicio de Oswald Pohl, en el que no se le condenó por falta de pruebas. También fue llamado al juicio de IG Farben, donde aportó numerosos testimonios y una lista con 34 judíos a los que ayudó a escapar de la Gestapo, de las SS y de campos de concentración, y del que también fue absuelto.
A pesar de su ayuda, fue declarado culpable de haber obtenido una ganancia de 7.000 Reichsmarks en la fábrica Skoda con mano de obra esclavizada y condenado a dos años en la prisión estatal de Berlín, de donde salió en noviembre de 1947 encontrándose con que los bienes de la familia Göring habían sido embargados por el gobierno de Alemania Federal.

### Sus últimos años
El encontrarse sin nada provocó un derrumbe en Albert, que se volcó al descuido y la bebida, sin llegar a conseguir un trabajo importante dentro de la Alemania Occidental. Trabajó como escritor, dibujante o traductor, pero siempre esporádicamente y muy mal pagado.
A pesar de los consejos de su amigo Ernst Kassler, Albert nunca accedió a cambiarse el nombre argumentando que aun sin su apellido, los Göring eran bien reconocidos en Alemania, Austria y Suiza, sin tener que presentarse.
En 1952, el gobierno alemán le concedió una pensión de 82 marcos alemanes mensuales ―equivalentes a unos 95 dólares actuales― por edad avanzada y desempleo. Desde entonces, y hasta su muerte, Albert vivió en un viejo apartamento en el centro de Berlín, con una casera con la que contrajo matrimonio pocos días antes de su muerte para que ella pudiera disponer de la pensión que el gobierno le otorgaba.
Albert Göring falleció el 20 de diciembre de 1966. Sus restos se encuentran en un cementerio en las afueras de Múnich.

## Documentales
En 2014 se estrenó en Francia Le dossier Albert Göring, un documental dirigido por Véronique Lhorme.
El 10 de enero de 2016 se emitió en la televisión alemana el docudrama Der gute Göring (El Göring bueno) protagonizado por Barnaby Metschurat en el papel de Albert Göring.